# Федоренко, Анатолий Людвигович
Анатолий Людвигович Федоренко (род. 30 марта 1963) — советский и белорусский борец классического стиля, чемпион и призёр чемпионатов СССР и Европы, серебряный призёр чемпионата СНГ, чемпион Азии (за команду Казахстана), бронзовый призёр чемпионатов мира, заслуженный мастер спорта СССР (1990).

## Карьера
Увлёкся борьбой в 1983 году. Выступал за спортклуб города Гродно. Его тренерами были Г. П. Вальчук и В. А. Максимович. Член сборной команды СССР в 1985—1992 годах. В 1992—2000 годах — член сборной команды Белоруссии. В 2000 году оставил большой спорт. Выпускник Гродненского государственного университета имени Янки Купалы.

## Спортивные результаты
- Чемпионат СССР по классической борьбе 1985 года — ;
- Чемпионат СССР по классической борьбе 1986 года — ;
- Классическая борьба на летней Спартакиаде народов СССР 1986 года — ;
- Чемпионат СССР по классической борьбе 1988 года — ;
- Чемпионат СССР по классической борьбе 1989 года — ;
- Чемпионат СССР по классической борьбе 1991 года — ;
- Классическая борьба на летней Спартакиаде народов СССР 1991 года — ;
- Чемпионат СНГ по греко-римской борьбе — ;